# Corniche basque
La Corniche basque (en basque Euskal Erlaitza) est un espace naturel protégé situé sur les communes de Ciboure, d’Urrugne et Hendaye (Pyrénées Atlantiques) au bord de l'océan Atlantique. Caractérisé par la présence de falaises côtières composées de flysch, indentées de criques et d'éperons rocheux, cet espace de 445 hectares est recouvert de pâturages destinés à l'élevage, de parcelles forestières, viticoles et agricoles, mais accueille également des activités humaines que le changement climatique et l'évolution du trait de côte mettent sous pression.

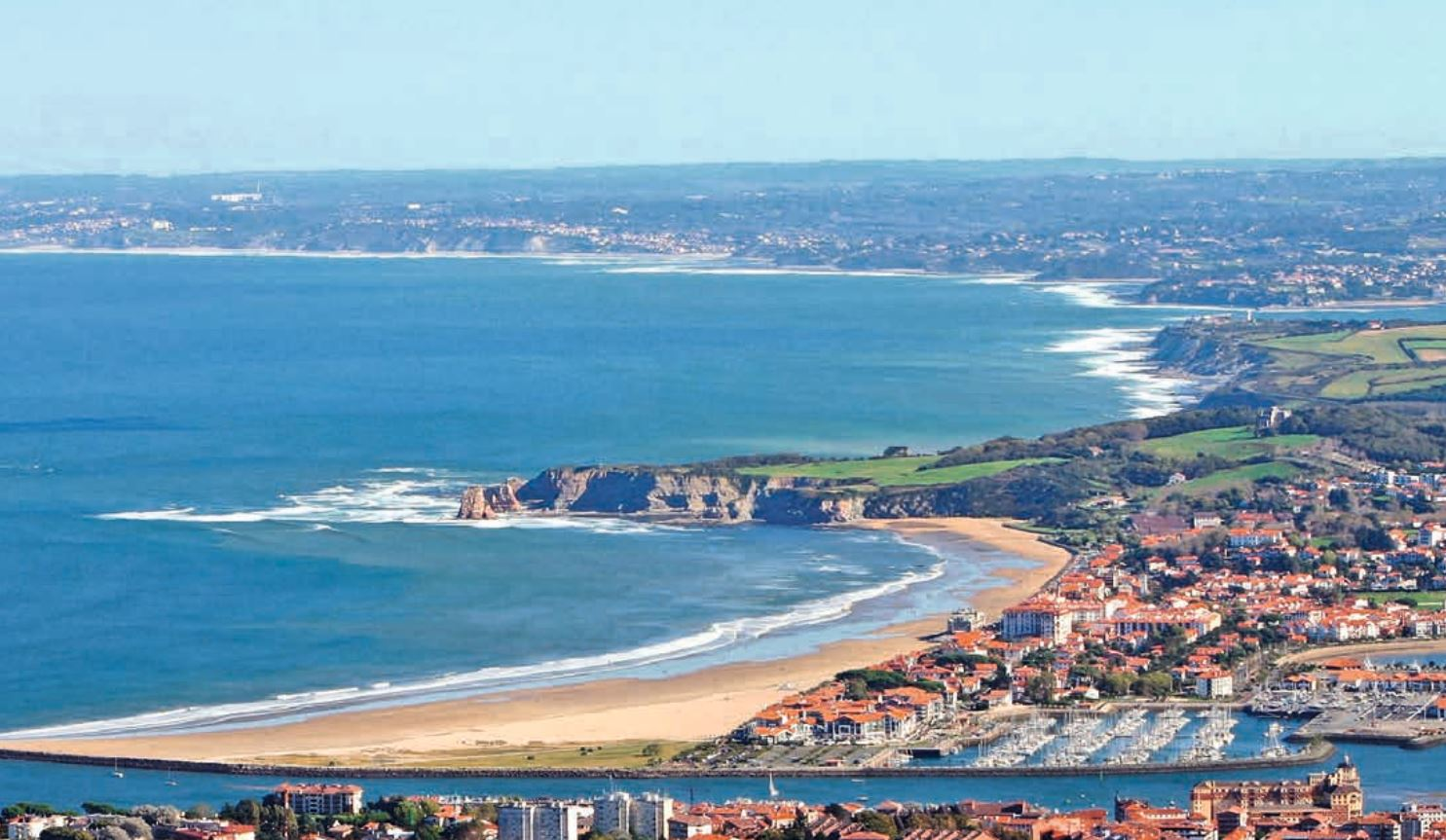
La Corniche basque vue depuis les hauteurs du Jaizquibel

## Géographie

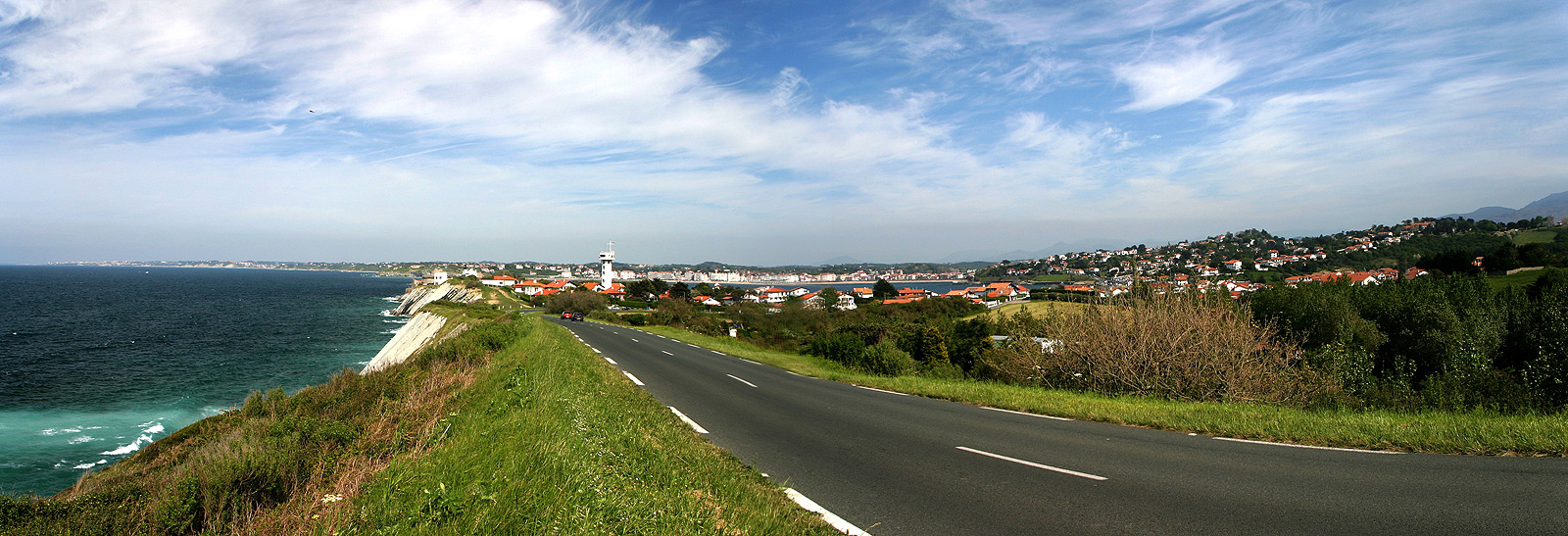
Vue sur la pointe de Socoa, son sémaphore, et la route de la Corniche

La Corniche basque est un ensemble de falaises qui s'étire sur 6 km entre le port de Socoa — commune de Ciboure — et la plage d'Hendaye.

### La route de la Corniche

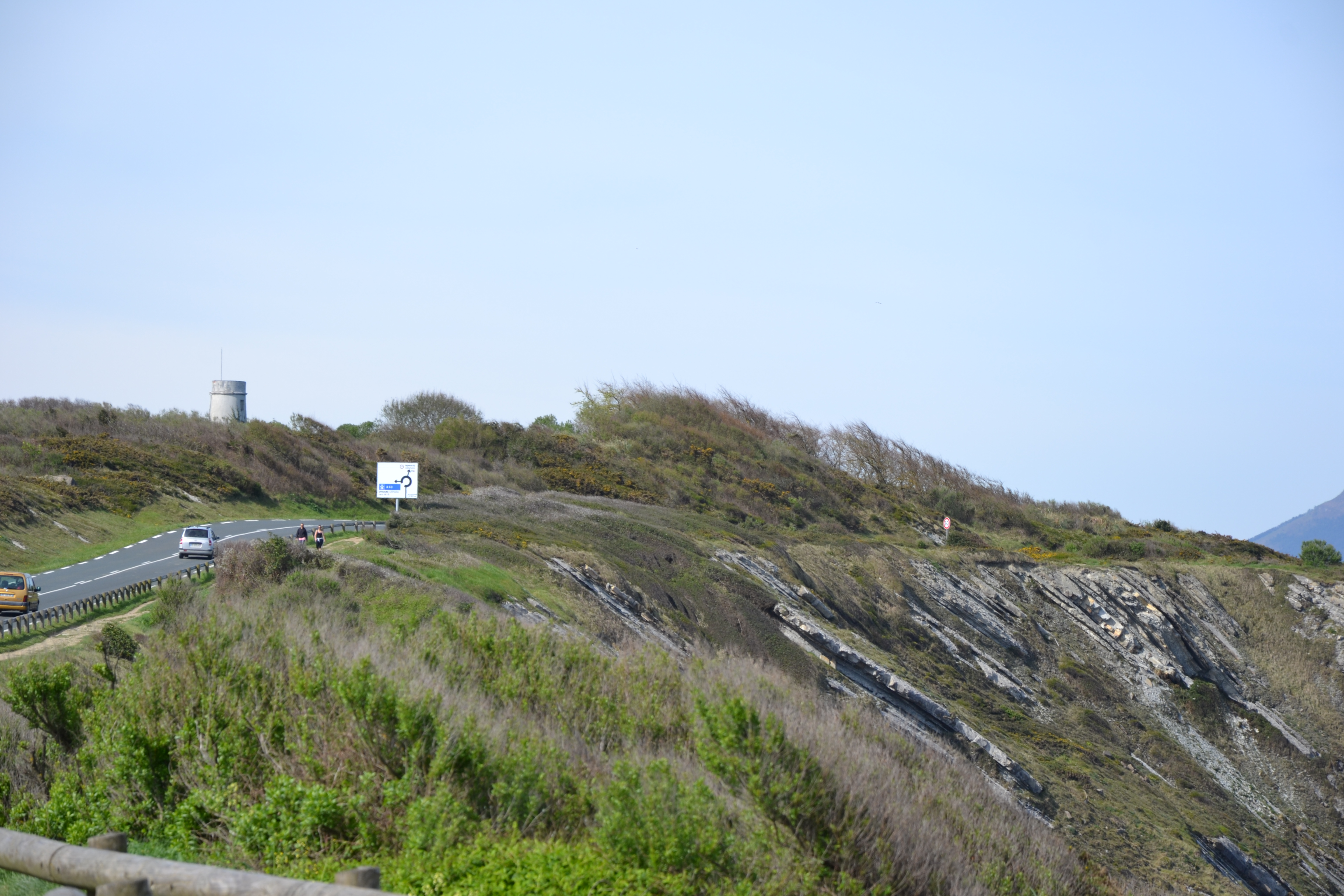
La route de la Corniche (RD 912), entre la pointe de Socoa et le carrefour giratoire desservant la RD 913.

Située majoritairement sur le territoire communal d'Urrugne, elle est bordée par l'ancienne Route nationale 10 au sud et traversée par la route départementale 912 (RD 912). Cette route, appelée route de la Corniche, débute après la traversée du fleuve Untxin et se poursuit en prenant de l'altitude jusqu'à la pointe de Socoa qui surplombe l'océan d'environ 24 m. Un carrefour giratoire permet d'accéder à une bretelle routière, la RD 913, faisant la liaison avec la sortie  2 Saint-Jean-de-Luz-Sud de l'autoroute A63 et la RD 810. La route de la Corniche continue alors jusqu'à une dépression prolongée d'une crique appelée les « viviers basques », puis chemine jusqu'au lieu-dit Haizabia, longe le domaine d'Abbadia et la baie de Lohia pour atteindre enfin Hendaye-Plage.
Depuis 2020, la route de la Corniche, gérée par le Conseil général des Pyrénées-Atlantiques, est sous surveillance en raison de la présence de plusieurs secteurs soumis à des risques accélérés d'érosion et d'effondrements. Dans le cadre de la stratégie nationale de gestion intégrée du trait de côte (SNGITC), et se fondant sur de multiples rapports du BRGM, des mesures ont été mises en place sur le plan local par la communauté d'agglomération Pays basque afin de protéger le public, notamment après les épisodes de tempête et de forte houle :
- Un protocole de fermeture préventive en cas de conditions de houle ou de pluviométrie aggravant le risque. La réouverture est prononcée après vérification des lieux.
- Pose d'instruments autour du secteur le plus à risque avec une surveillance et astreinte 24h/24 et 7j/7 (rond-point reliant la RD 912 et la RD 913).
- Contrôles réguliers du reste de la route.
- Rétrécissement de la chaussée sur les secteurs à aléa fort et très fort.

À terme, le tracé historique de la route de la Corniche est condamné à l'horizon 2043.

### Voie ferrée
Une voie ferrée reliant Saint-Jean-de-Luz à Hendaye traverse les collines dans un vallon situé à l'arrière de la Corniche basque. Un tunnel ferroviaire a été percé sur la commune d'Hendaye.

Une ligne de tramway reliant Socoa à Hendaye suivait le tracé de la route de la Corniche de 1925 à 1937.

### Chemins pédestres
Un sentier littoral longeant la RD 912 a longtemps permis de longer les falaises côtières d'un bout à l'autre de la Corniche basque. Cependant depuis 2021, pour des raisons d'érosion et de risques d'éboulement, le sentier du littoral est interdit à toute circulation piétonnière depuis la sortie de la commune de Ciboure jusqu’au croisement entre la route départementale no 912 et le domaine d’Haizabia (partie est) sur la commune d’Hendaye. Un cheminement alternatif permet d’apprécier depuis la première ligne de collines une vue panoramique avant de rejoindre, au niveau de la Maison de la Corniche — Asporotsttipi —  le sentier parcourant le domaine d’Abbadia.

## Histoire
Longtemps considéré comme un espace de réserve, peu habité car situé aux confins des communes environnantes, la Corniche basque a été un espace d'affrontements au temps des guerres révolutionnaires, au moment de la bataille du camp des Sans-Culottes notamment, puis des guerres napoléoniennes.

Au XIXe siècle, une voie ferrée traverse la Corniche, afin de relier Bayonne à la frontière espagnole. Puis, en 1912, une route est inaugurée suivi d'une ligne de tramway reliant Socoa à Hendaye de 1925 à 1937, favorisant le développement touristique de la région.

Durant la Seconde Guerre mondiale, l'armée d'occupation allemande intègre la Corniche au dispositif du Mur de l'Atlantique, donnant naissance à plusieurs ouvrages militaires défensifs de la pointe de Socoa à la pointe Sainte-Anne. Au XXIe siècle l'évolution du trait de côte, soumis à l'océan Atlantique, remet en cause la pérennité de cet espace naturel.

## Biodiversité
La Corniche, tout comme le reste du littoral basque, est un haut lieu en termes de biodiversité car davantage d'espèces végétales s'y concentrent qu'ailleurs dans le département des Pyrénées-Atlantiques. Le site est reconnu Natura 2000 et compte également des aires marines protégées, au titre des habitats marins notamment.

## Géologie

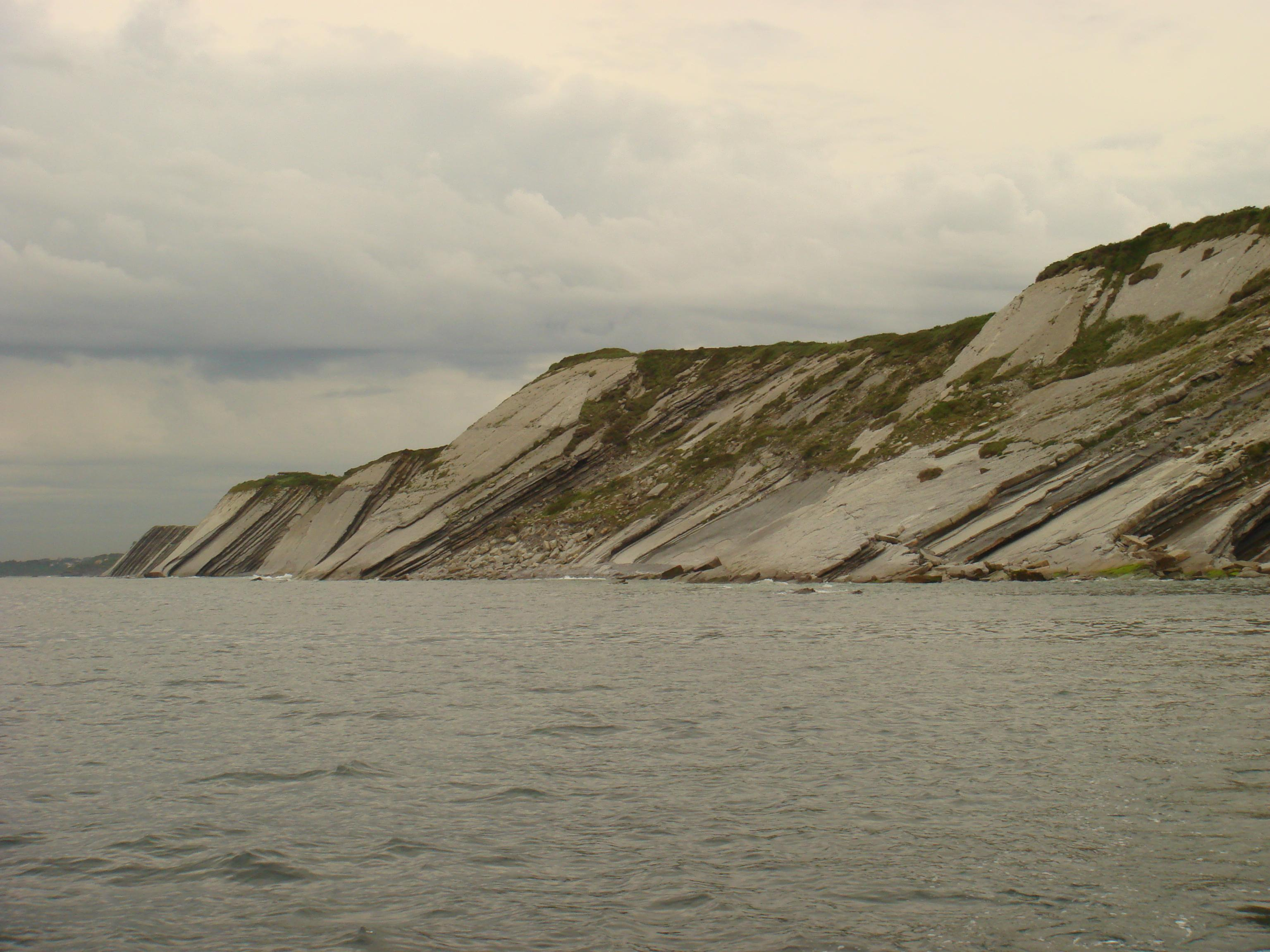
Vue sur les falaises de flysch

La Corniche basque est remarquable par ses falaises de flysch, soumises à une érosion étudiée par le BRGM,.

## Protection et conservation

### Un littoral préservé
Le secteur situé sur Hendaye abrite le domaine d'Abbadia, propriété du Conservatoire du littoral. Cet espace naturel protégé de 65 hectares est co-géré par la ville d’Hendaye et le CPIE Littoral basque avec l'aide du département des Pyrénées-Atlantiques. Il est ouvert toute l'année et reçoit chaque année plus de 250 000 visiteurs.
Un sentier le parcourt dans sa totalité.
« Chaque détour de sentier offre une nouvelle surprise. Des falaises qui passent du gris bleuté au rose saumoné […] Des strates qui basculent de l’horizontale originelle à une quasi verticalité, témoignage des mouvements tectoniques  qui ont fait surgir les Pyrénées au début de l’ère tertiaire […] De la pelouse accrochée au sommet des falaises ventées aux boisements qui viennent tutoyer l’estran […] De la prairie naturelle permanente, pâturée par les brebis Manex à tête rousse à la longue toison hivernale ».
Le verger conservatoire constitue un lieu de sauvegarde des variétés anciennes d’espèces fruitières endémiques des Pyrénées-Atlantiques (pommiers, cerisiers) ; à l’automne, la récolte, le pressage des pommes, la mise en bouteilles du jus de pomme et du sagarno (cidre basque) sont autant d’occasions pour le public de participer à une activité festive.
Le domaine d'Abbadia est sujet à une réglementation spécifique qui encadre les usages afin de limiter l'exposition des visiteurs aux risques recensés sur le périmètre. Ces risques sont liés notamment à l'érosion des falaises délimitant la baie de Loia et, également, au niveau de la pointe Sainte-Anne et des criques surplombant la plage d'Hendaye. Une équipe permanente de « Gardes du Littoral » veille à son application.
Sur le haut du domaine d’Abbadia se trouve le château-observatoire.
« De retour de ses voyages en Éthiopie, l'explorateur scientifique basco-irlandais, Antoine d'Abbadie, fit appel, en 1864, à l'architecte Eugène-E. Viollet-le-Duc pour édifier sa demeure. Pour la construction du château d'Abbadia, ils puisèrent dans des sources d'inspiration associant le Moyen Âge, la science, la religion, l'Orient et l'Éthiopie, composant dès lors un véritable métissage artistique ».
Plus à l'est, sur la commune d’Urrugne et à proximité de Ciboure, le site naturel « Corniche basque » (255 ha) se constitue progressivement au fur et à mesure des acquisitions foncières par les entités publiques.
Le CPIE Littoral basque, co-gestionnaire des lieux aux côtés des collectivités territoriales et du Conservatoire du littoral invite à découvrir ces espaces, à les comprendre et à les protéger.
En relation avec les collectivités locales, l’association CPIE littoral basque propose tout au long de l’année des animations, conférences et activités en direction des publics scolaires autour des thématiques de l’environnement. Au long du sentier, on rencontre trois maisons : 
- Asporotsttipi : la Maison de la Corniche constitue le point d’accueil et abrite un centre d’interprétation[17] ;
- Nekatoenea accueille des résidences d’artistes[18] ;
- Larretxea  offre un centre des ressources et un centre de documentation[19].

### La vague Belharra
En face de la Corniche, à environ 1 ou 2 km au large, se situe le reef de Belharra, haut fond de 14 à 18 mètres de profondeur. C'est spot de plongée en temps normal mais il est surtout connu pour être un des spots de gros surf les plus réputés dans le monde depuis 2002, avec des vagues atteignant au maximum 20 mètres de hauteur. Les jours de fonctionnement, la Corniche devient donc un site préférentiel pour observer les surfeurs en action, idéalement avec des jumelles.

Cette vague, par la force de la houle qui l'accompagne en général, joue aussi un rôle dans l'érosion des falaises. Ainsi, c'est à l'issue d'une journée ayant vu la vague se lever dès le matin, le 29 octobre 2020, qu'un pan de la Corniche s'est effondré, entraînant par la suite la fermeture quasi totale du sentier du littoral historique qui longeait la côte au plus près des falaises.

## Activités humaines

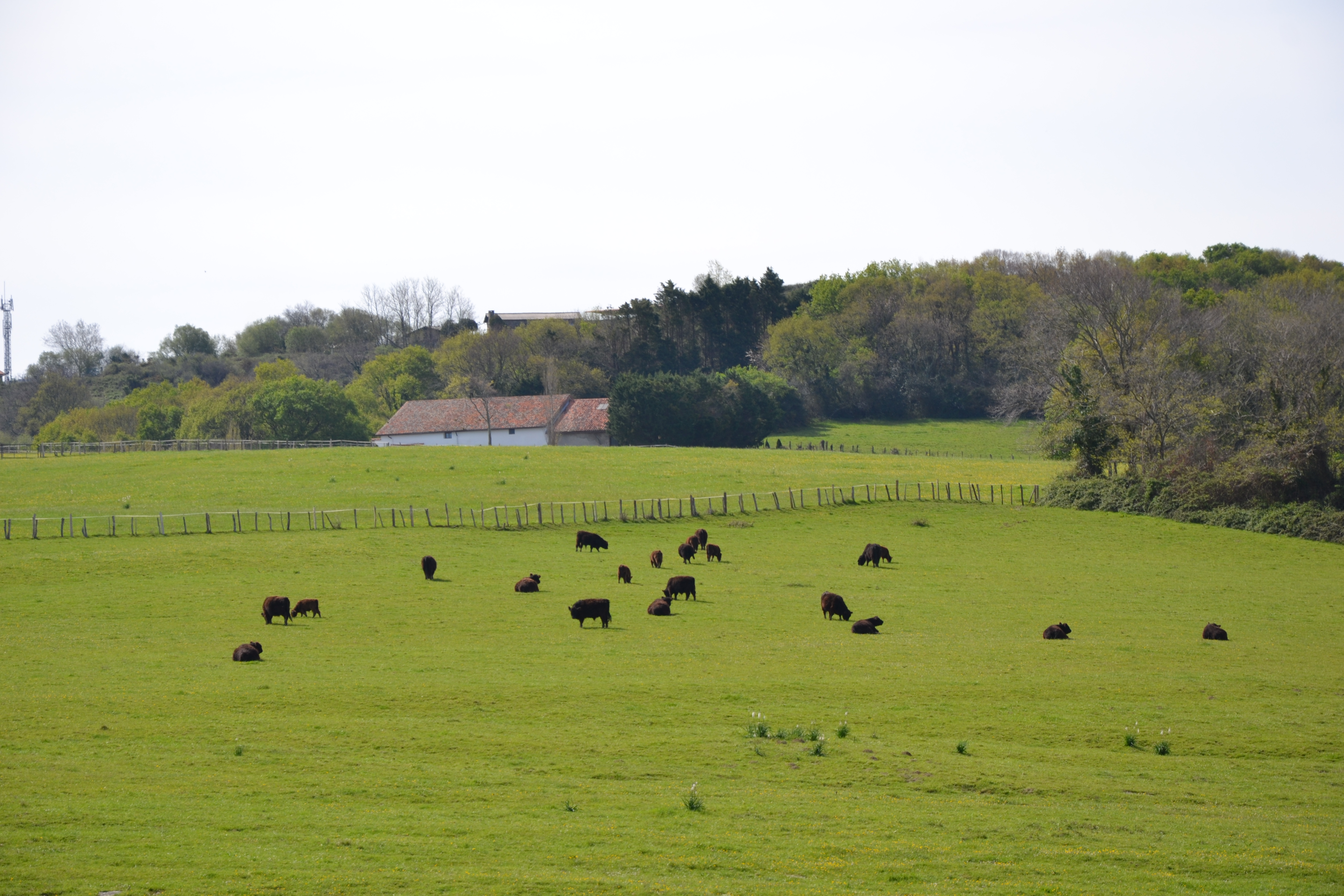
Un troupeau de bovins sur la Corniche basque.

L'espace de la Corniche est exploité pour des activités agricoles, telles que viticulture et production de fourrage, mais également de l'élevage ovin et bovin, et un site de pisciculture.

### Activités de plein air
Sur la commune d'Urrugne :
- un practice de golf.
- un club de tir olympique, proche du site de la redoute des Sans-Culottes
- un terrain d'envol pour ULM.

### Infrastructures publiques
Sur la commune d'Urrugne :
- une station d'épuration entrée en fonction depuis 2010[22].
- une déchetterie située à Laburrenia sur un site d'enfouissement fermé en 2013[23].

Sur la commune d'Hendaye :
- les serres municipales.
- un parking public desservant le domaine d'Abbadia.